# Folkerepublikken Bulgarien
Folkerepublikken Bulgarien (bulgarsk: Народна република България (НРБ) Narodna republika Bǎlgariya (NRB)) var det officielle navn for Bulgarien, da landet var en socialistisk republik. Folkerepublikken Bulgarien eksisterede fra 1946 til 1990, og det bulgarske kommunistparti herskede sammen med sin koalitionspartner, den Bulgarske agrariske nationalunion. Bulgarien var en del af COMECON, medlem af Warszawapagten og en tæt allieret af Sovjetunionen under den kolde krig.
| Historie | Spire Denne historieartikel er en spire som bør udbygges. Du er velkommen til at hjælpe Wikipedia ved at udvide den. |

40°N 20°Ø / 40°N 20°Ø